# Списак ректора Универзитета у Крагујевцу
Ректори Универзитета у Крагујевцу, од његовог оснивања, 21. маја 1976. године:
- 1976/1980. -  Милан Весовић
- 1980/1984. -  Душан Симић
- 1984/1988. - Драгољуб Стојановић
- 1988/1990. - Живадин Стефановић
- 1990/1992. - Илија Росић
- 1992/2001. - Радослав Сенић
- 2001. – Милош Којић
- 2001/2004. – Мирко Росић
- 2004/2009. – Милош Ђуран
- 2009/2015. – Слободан Арсенијевић
- 2015/2018. – Небојша Арсенијевић
- од 2018. – Ненад Филиповић